# Intravenska uporaba zdravila
Intravenska uporaba zdravila  ali intravensko dajanje zdravila je aplikacija zdravila z injiciranjem ali infundiranjem neposredno v veno (dovodnico) za doseganje sistemskega učinka. Intravenska aplikacija je lahko kratkotrajna (intravenska injekcija) ali pa traja dlje časa (intravenska infuzija).
V primerjavi z drugimi načini aplikacije zdravila je intravenska aplikacija najhitrejši način za vnos zdravila v telo. Pomembno je tudi dejstvo, da z intravenskim dajanjem zdravilo neposredno doseže sistemski krvni obtok in se izogne učinku prvega prehoda.
Zdravila, ki se dajejo intravensko, morajo biti vselej sterilna in apirogena. Lahko so v obliki raztopin, emulzij ali redkeje suspenzij. Vsaka tekočina mora biti izotonična, da se ne poruši osmotsko ravnovesje med krvno plazmo in krvnimi celicami.

### Tveganja
Vsak vstop v organizem skozi kožo predstavlja nevarnost okužbe. Čeravno morajo biti pripravki, ki se dajejo intravensko, sterilni, lahko pride do okužbe z mikroorganizmi, ki naseljujejo kožo (na primer  Candida albicans).